# 索洛伊
索洛伊（西班牙語：Soloy）是巴拿馬的城鎮，位於該國西北部，由恩戈貝-布格雷特區的韋西科區負責管轄，面積113.1平方公里，海拔高度508米，2010年人口4,153，人口密度每平方公里36.7人。